# Taba Lubuk Puding
Taba Lubuk Puding is een bestuurslaag in het regentschap Seluma van de provincie Bengkulu, Indonesië. Taba Lubuk Puding telt 82 inwoners (volkstelling 2010).